# 前414年
| 千纪： | 前1千纪 |
| 世纪： | 前6世纪 \| 前5世纪 \| 前4世纪 |
| 年代： | 前440年代 \| 前430年代 \| 前420年代 \| 前410年代 \| 前400年代 \| 前390年代 \| 前380年代                                                                                             |
| 年份： | 前419年 \| 前418年 \| 前417年 \| 前416年 \| 前415年 \| 前414年 \| 前413年 \| 前412年 \| 前411年 \| 前410年 \| 前409年                                                               |
| 纪年： | 周威烈王十二年 魯穆公二年 齊宣公四十二年 晉烈公二年 趙獻子十年 魏文侯十一年 韓武子十一年 秦簡公元年 楚簡王十八年 宋昭公五十五年 衛慎公元年 鄭繻公九年 燕後簡公元年 越王朱勾三十四年 |

## 大事記
- 越王朱勾出兵并吞了滕国（今山东省滕州市）、郯國（山東省郯城县），擄走郯君鴣。
- 西周桓公揭卒，子西周威公嗣位。
- 中山國（古鮮虞國，河北定州）中山武公即位。
- 阿里斯托芬的喜剧《鸟》上演